# Consolation-Maisonnettes
Consolation-Maisonnettes est une commune française située dans le département du Doubs, la région culturelle et historique de Franche-Comté et la région administrative Bourgogne-Franche-Comté.
Ses habitants sont les Domoconsolantains.

## Géographie

### Toponymie
Notre-Dame de Consolation en 1524 ; Chapelle Notre-Dame de Consolation en 1592 ; Les Maisonnettes en 1592, 1658 ; Notre-Dame de Consolation en 1658, 1670 ; Maisonnettes en 1790 ; Consolation en 1791, 1792 ; Consolation-Maisonnettes depuis le 17 mars 1910.
Le parc du séminaire est devenu un haut lieu de promenades, avec ses cascades, ses grottes, ses sentiers de randonnée pédestres ou équestres. Le point de vue de la Roche du Prêtre surplombe de 350 m le val et le canyon du Dessoubre.

### Climat
Pour des articles plus généraux, voir Climat de la Bourgogne-Franche-Comté et Climat du Doubs.
En 2010, le climat de la commune est de type climat de montagne, selon une étude du Centre national de la recherche scientifique s'appuyant sur une série de données couvrant la période 1971-2000. En 2020, Météo-France publie une typologie des climats de la France métropolitaine dans laquelle la commune est exposée à un climat de montagne ou de marges de montagne et est dans la région climatique  Jura, caractérisée par une forte pluviométrie en toutes saisons (1 000 à 1 500 mm/an), des hivers rigoureux et un ensoleillement médiocre. 
Pour la période 1971-2000, la température annuelle moyenne est de 8,6 °C, avec une amplitude thermique annuelle de 17,2 °C. Le cumul annuel moyen de précipitations est de 1 430 mm, avec 13,6 jours de précipitations en janvier et 11,7 jours en juillet. Pour la période 1991-2020, la température moyenne annuelle observée sur la station météorologique de Météo-France la plus proche, « Pierrefontaine », sur la commune de Pierrefontaine-les-Varans à 8 km à vol d'oiseau, est de 8,8 °C et le cumul annuel moyen de précipitations est de 1 376,5 mm. 
La température maximale relevée sur cette station est de 39,3 °C, atteinte le 31 juillet 1983 ; la température minimale est de −31,9 °C, atteinte le 9 janvier 1985,,. 
Les paramètres climatiques de la commune ont été estimés pour le milieu du siècle (2041-2070) selon différents scénarios d'émission de gaz à effet de serre à partir des nouvelles projections climatiques de référence DRIAS-2020. Ils sont consultables sur un site dédié publié par Météo-France en novembre 2022.

## Urbanisme

### Typologie
Au 1er janvier 2024, Consolation-Maisonnettes est catégorisée commune rurale à habitat très dispersé, selon la nouvelle grille communale de densité à 7 niveaux définie par l'Insee en 2022.
Elle est située hors unité urbaine et hors attraction des villes,.

### Occupation des sols
L'occupation des sols de la commune, telle qu'elle ressort de la base de données européenne d’occupation biophysique des sols Corine Land Cover (CLC), est marquée par l'importance des forêts et milieux semi-naturels (62,1 % en 2018), en augmentation par rapport à 1990 (61 %). La répartition détaillée en 2018 est la suivante : 
forêts (62,1 %), prairies (20,7 %), zones agricoles hétérogènes (17,2 %). L'évolution de l’occupation des sols de la commune et de ses infrastructures peut être observée sur les différentes représentations cartographiques du territoire : la carte de Cassini (XVIIIe siècle), la carte d'état-major (1820-1866) et les cartes ou photos aériennes de l'IGN pour la période actuelle (1950 à aujourd'hui).

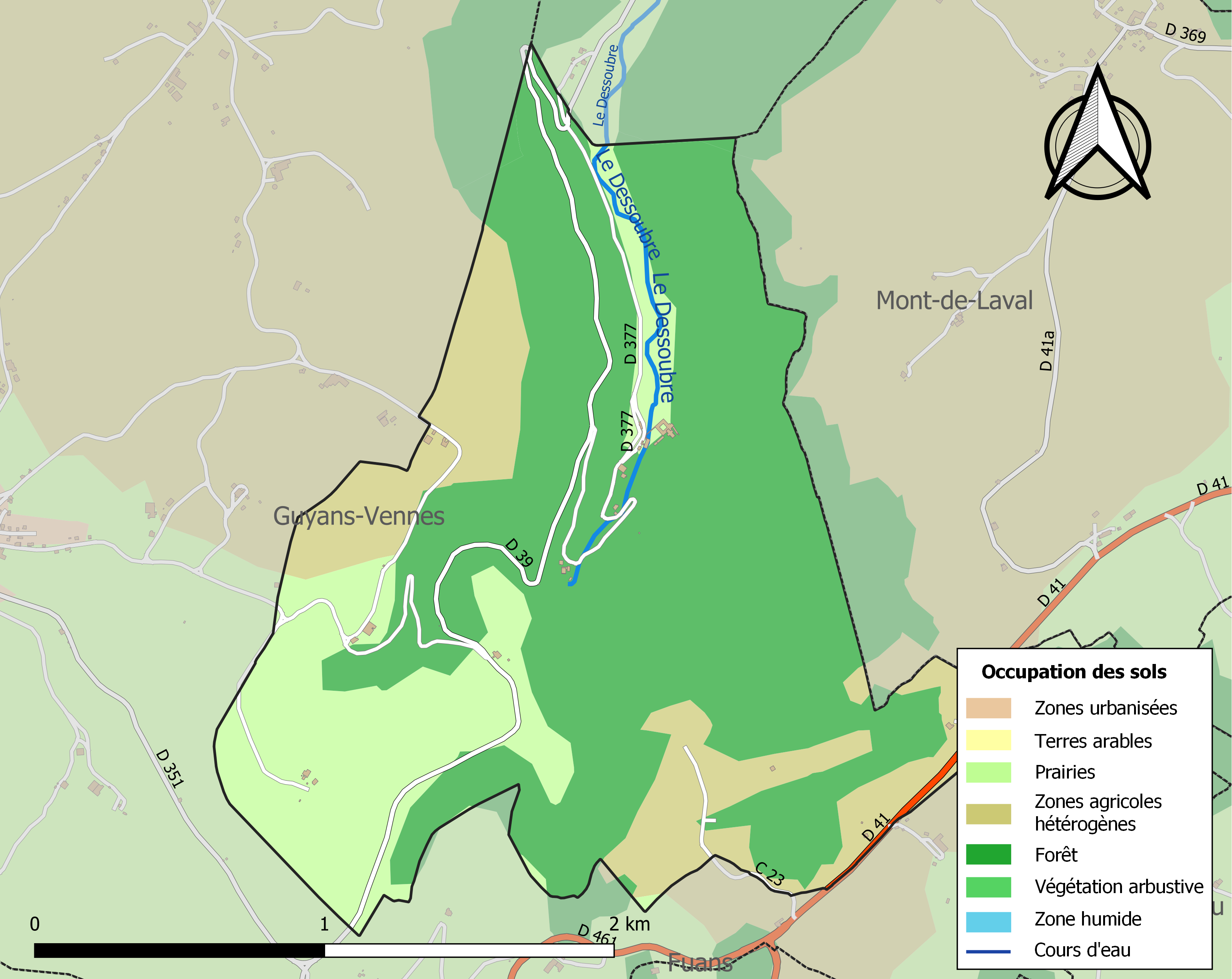
Carte des infrastructures et de l'occupation des sols de la commune en 2018 (CLC).

## Histoire
Aussi appelé le cirque de Consolation, le val de Consolation, à la source du Dessoubre et du Lançot, l'endroit abrite un monastère, construit en 1670 par la veuve du marquis de Varambon. Le premier oratoire dédié à la Vierge Marie a été édifié à Consolation au XVe siècle.

## Politique et administration
| Période                                  | Période                     | Identité                                         | Étiquette | Qualité     |
| ---------------------------------------- | --------------------------- | ------------------------------------------------ | --------- | ----------- |
| avant 1981                               | ?                           | Jean Corne                                       |           |             |
| mars 2001                                | 2014                        | Alain Gaiffe                                     |           |             |
| mars 2014                                | En cours (au 1er juin 2020) | Jean-Claude Joly, Réélu pour le mandat 2020-2026 | DVD       | Agriculteur |
| Les données manquantes sont à compléter. |                             |                                                  |           |             |

## Démographie
L'évolution du nombre d'habitants est connue à travers les recensements de la population effectués dans la commune depuis 1793. Pour les communes de moins de 10 000 habitants, une enquête de recensement portant sur toute la population est réalisée tous les cinq ans, les populations de référence des années intermédiaires étant quant à elles estimées par interpolation ou extrapolation. Pour la commune, le premier recensement exhaustif entrant dans le cadre du nouveau dispositif a été réalisé en 2007.

En 2022, la commune comptait 24 habitants, en évolution de −29,41 % par rapport à 2016 (Doubs : +1,88 %, France hors Mayotte : +2,11 %).
| 1793 | 1800 | 1806 | 1821 | 1831 | 1836 | 1841 | 1846 | 1851 |
| ---- | ---- | ---- | ---- | ---- | ---- | ---- | ---- | ---- |
| 113  | 82   | 93   | 105  | 101  | 164  | 264  | 273  | 250  |

| 1856 | 1861 | 1866 | 1872 | 1876 | 1881 | 1886 | 1891 | 1896 |
| ---- | ---- | ---- | ---- | ---- | ---- | ---- | ---- | ---- |
| 228  | 276  | 294  | 242  | 248  | 206  | 206  | 131  | 270  |

| 1901 | 1906 | 1911 | 1921 | 1926 | 1931 | 1936 | 1946 | 1954 |
| ---- | ---- | ---- | ---- | ---- | ---- | ---- | ---- | ---- |
| 186  | 178  | 85   | 121  | 222  | 219  | 245  | 239  | 185  |

| 1962 | 1968 | 1975 | 1982 | 1990 | 1999 | 2006 | 2007 | 2012 |
| ---- | ---- | ---- | ---- | ---- | ---- | ---- | ---- | ---- |
| 55   | 63   | 47   | 36   | 29   | 46   | 30   | 27   | 31   |

| 2017 | 2022 | - | - | - | - | - | - | - |
| ---- | ---- | - | - | - | - | - | - | - |
| 33   | 24   | - | - | - | - | - | - | - |

## Lieux et monuments
- Le Cirque de Consolation, vaste reculée sauvage qui entaille le plateau de plus de 300m, où jaillissent les sources du Dessoubre et de ses affluents : le Lançot, le Tabourot et la Source Noire.
- Le Petit Séminaire de Consolation situé dans le cirque de Consolation, originellement monastère de minimes du XVIIe siècle classé aux monuments historiques en 1913. Il abrite le mausolée de  Ferdinand-François-Just de Rye, marquis de Varambon.
- Via ferrata « Val de Consolation »[20].
- Le belvédère de la Roche du Prêtre qui offre une vue magnifique sur le val de consolation et l'ancien séminaire.

### Galerie photo

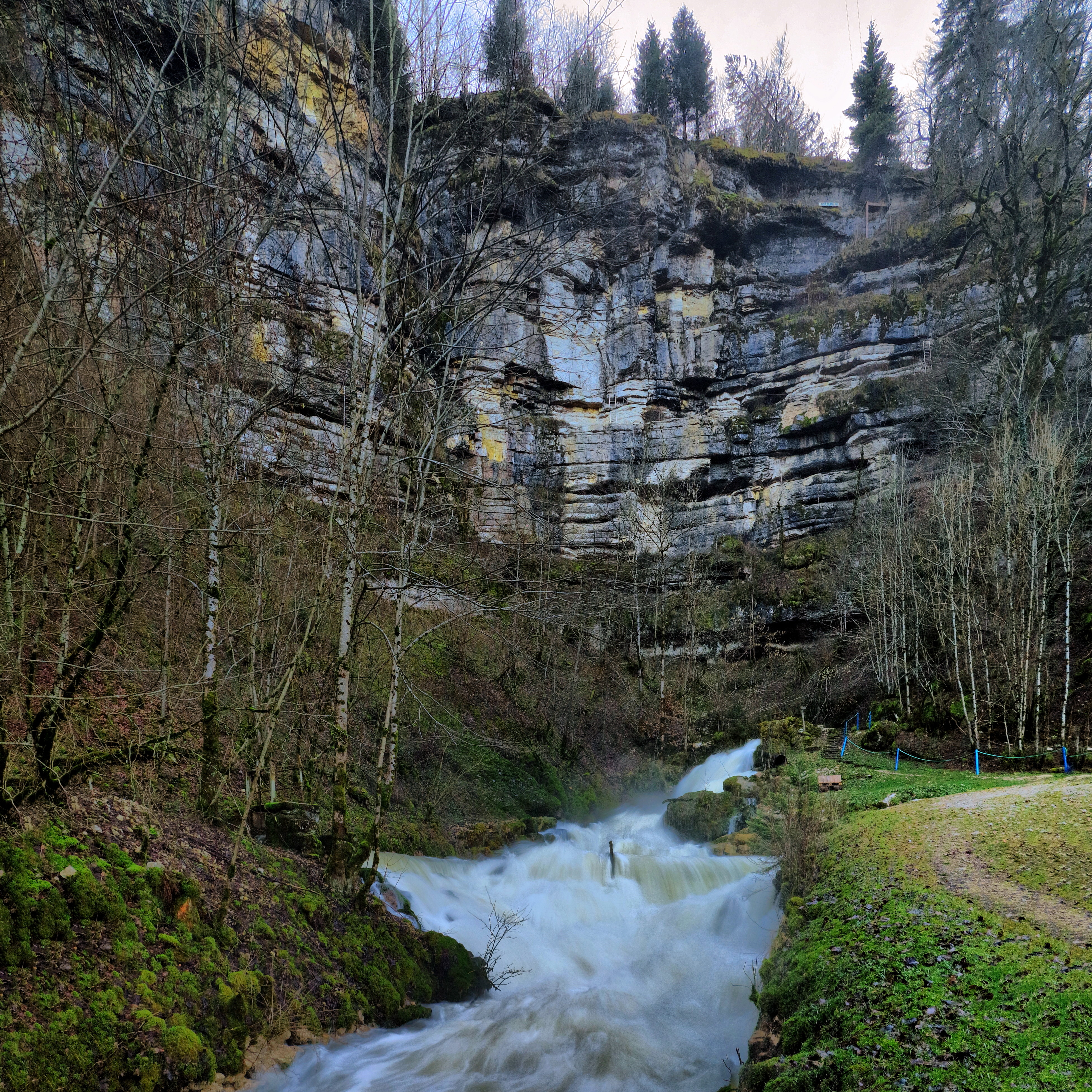
La source du Dessoubre.
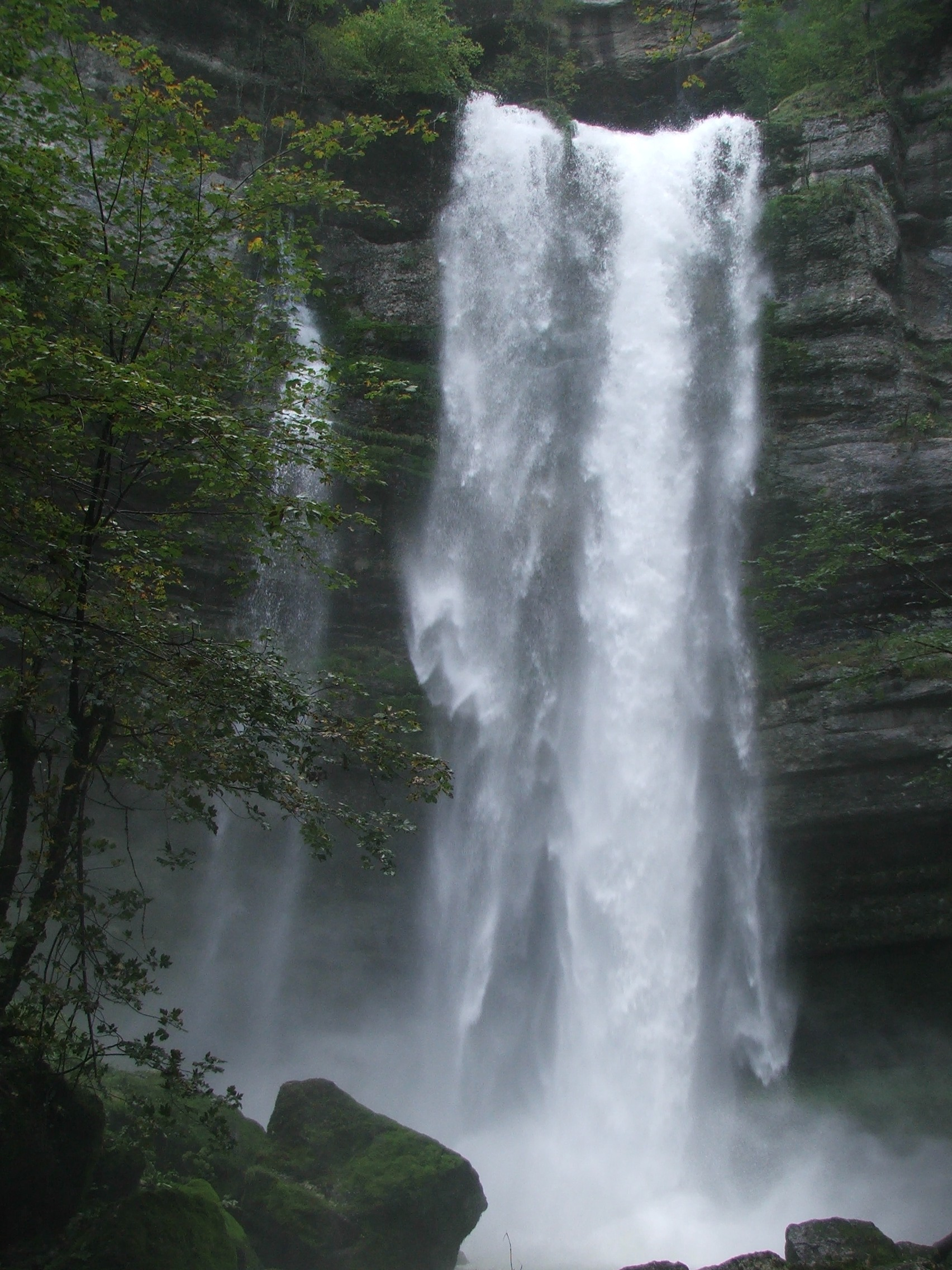
Grande chute du Lançot.
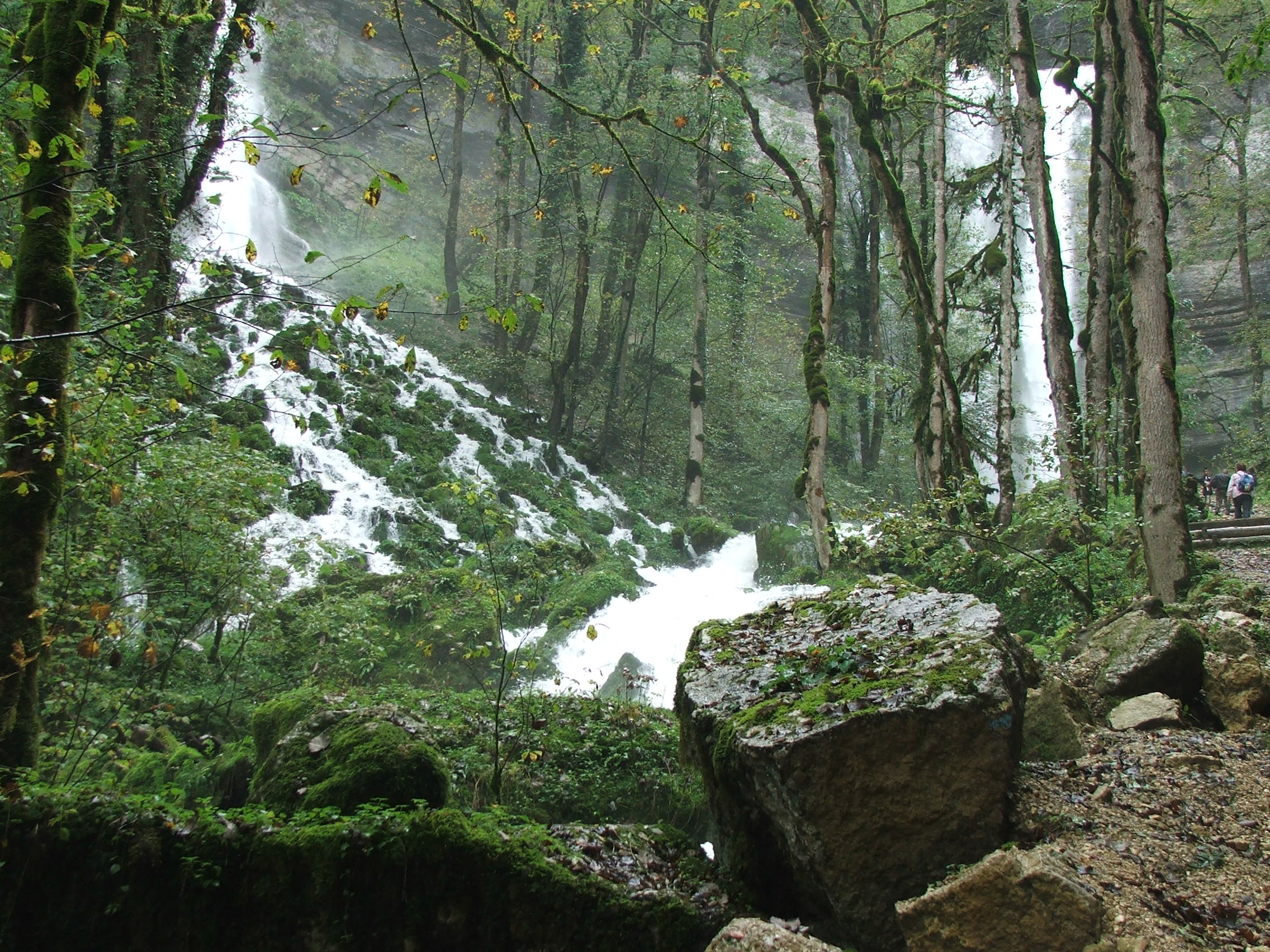
Sources du Lançot et du Tabourot.
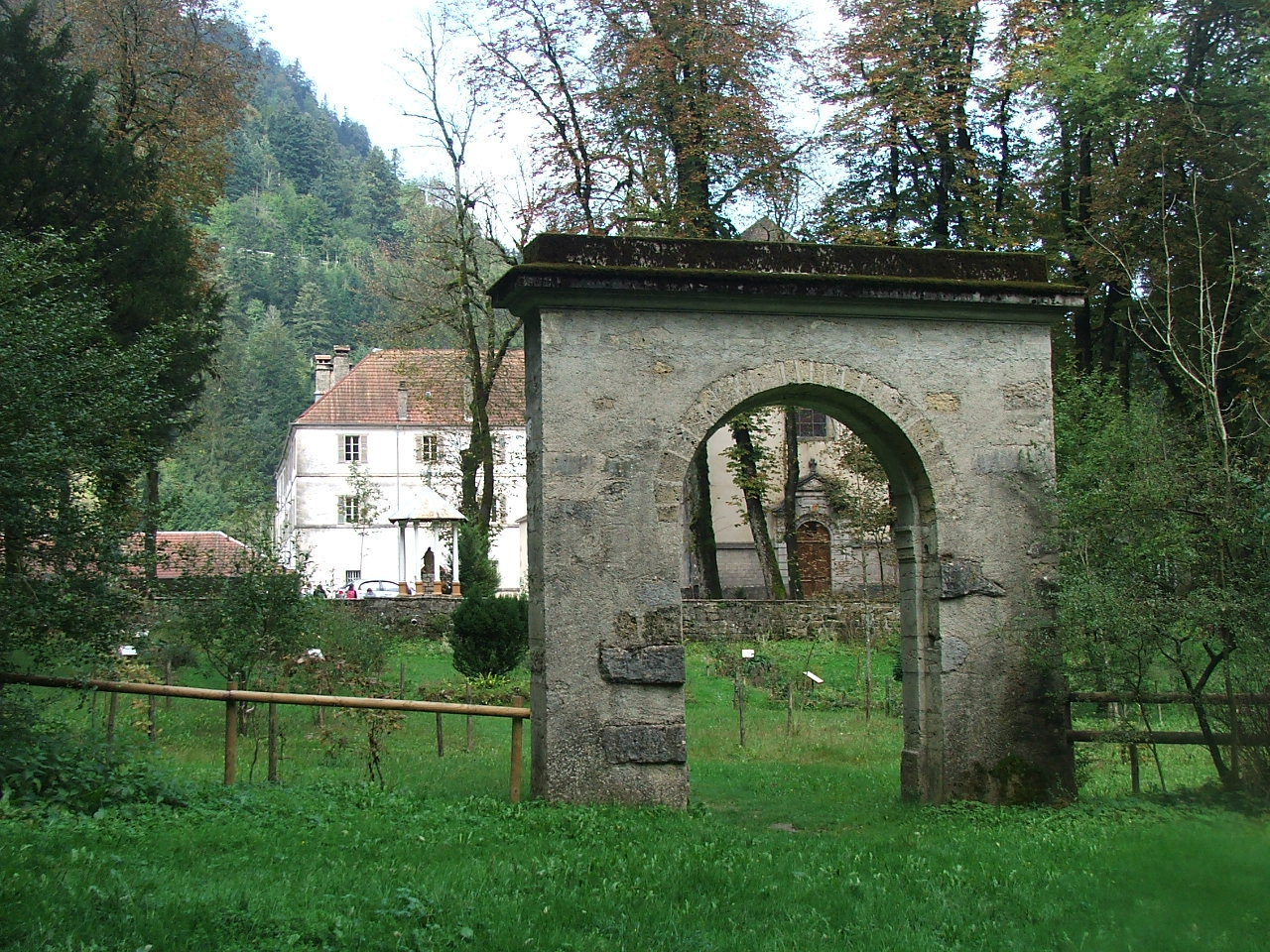
Ancien séminaire Notre-Dame-de-Consolation.
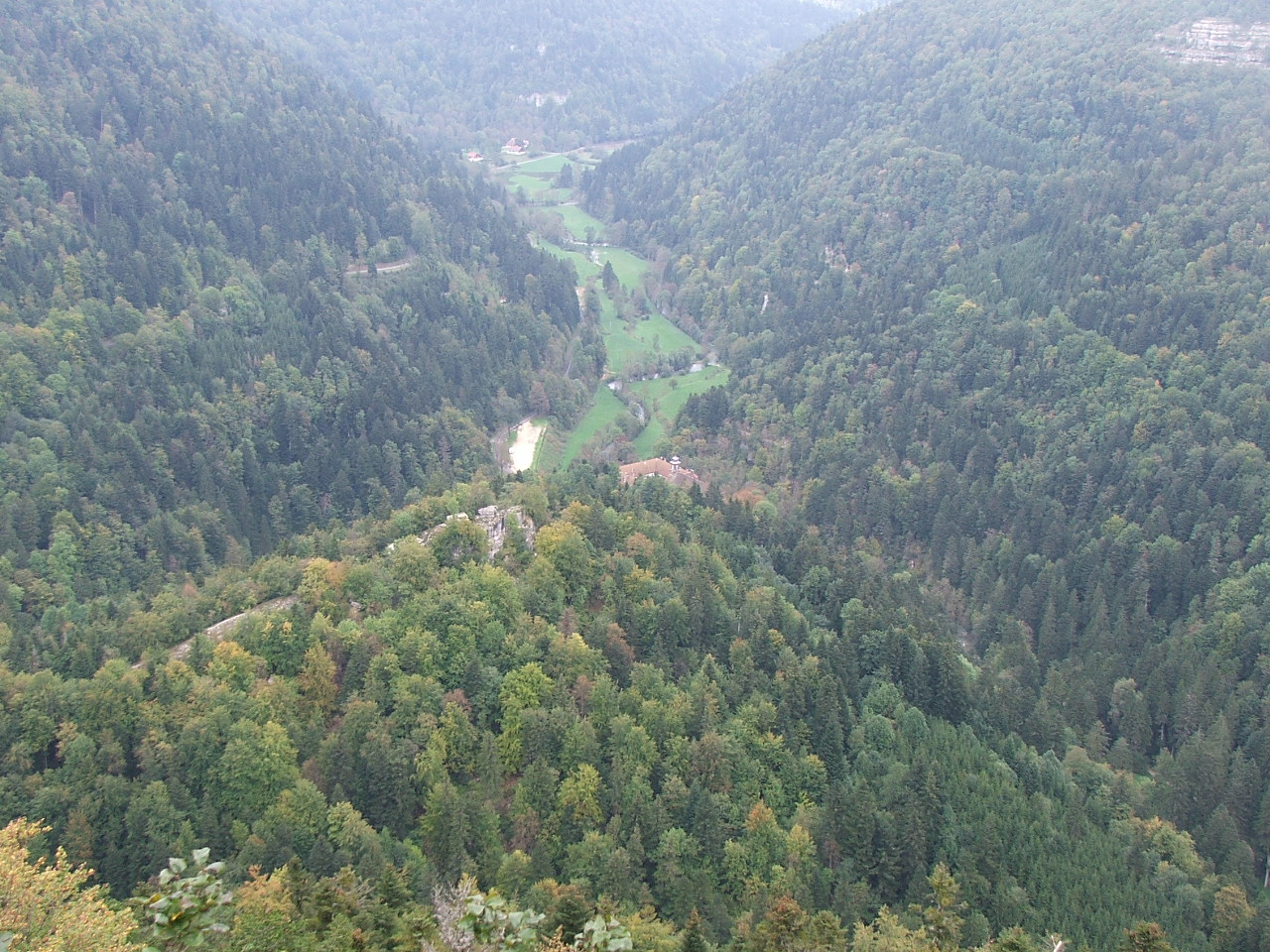
Le val de Consolation depuis la roche du Prêtre.
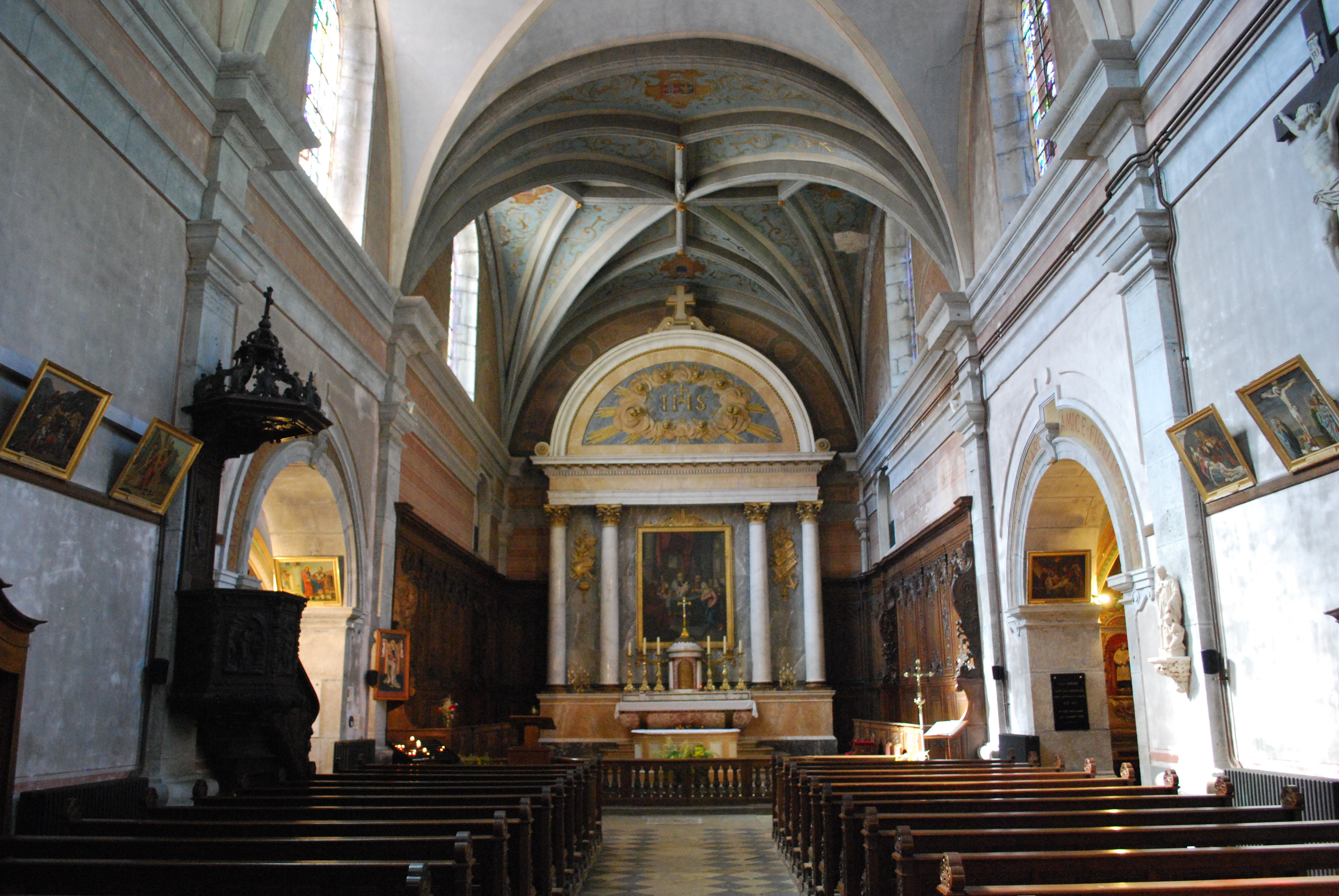
Intérieur de l'église de l'ancien monastère de Consolation.